# Lissonota fissa
Lissonota fissa là một loài tò vò trong họ Ichneumonidae.